# Möbelprogramm Deutsche Werkstätten

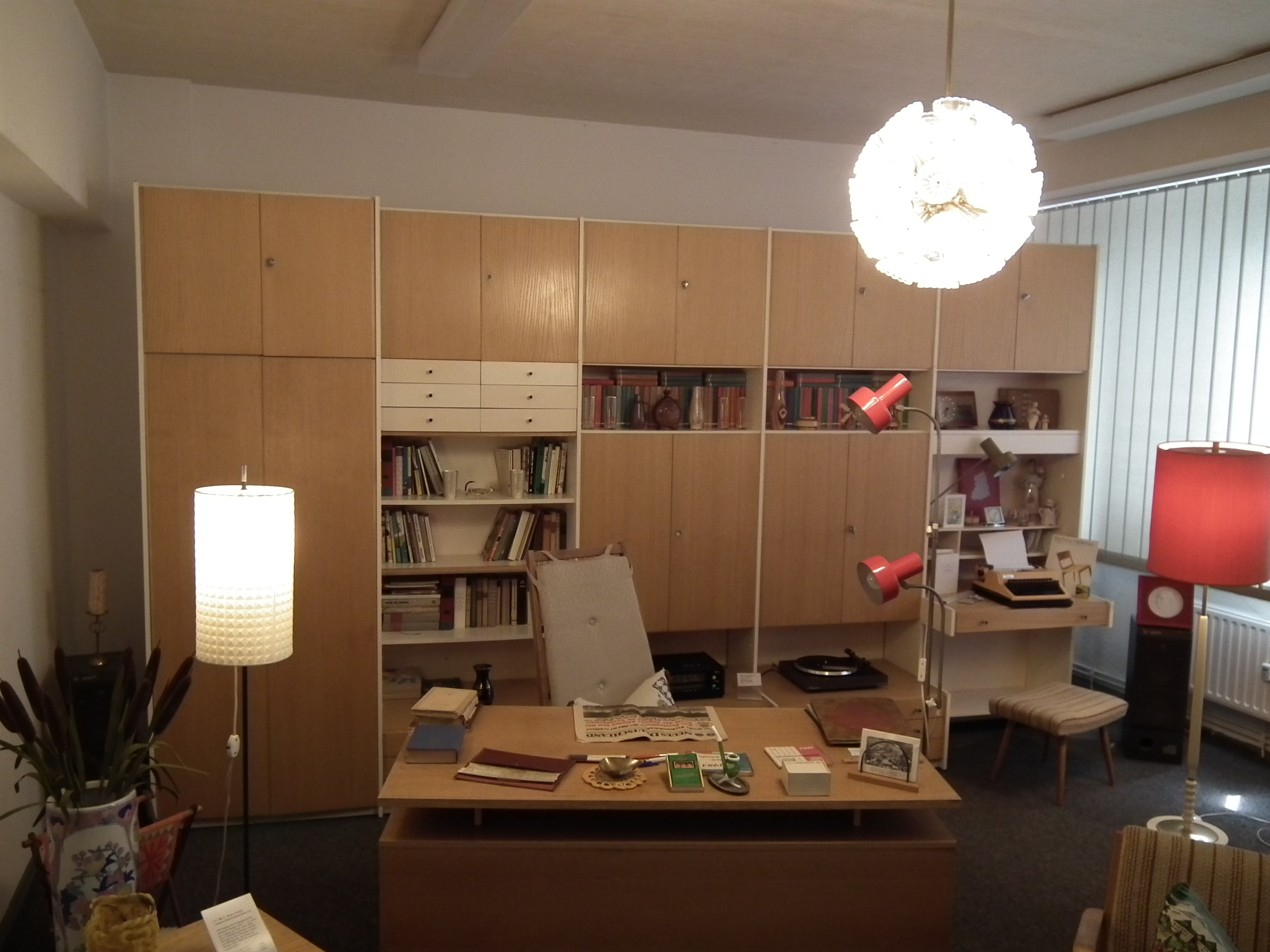
Arbeitszimmer mit einer Schrankwand vom Typ MDW 80

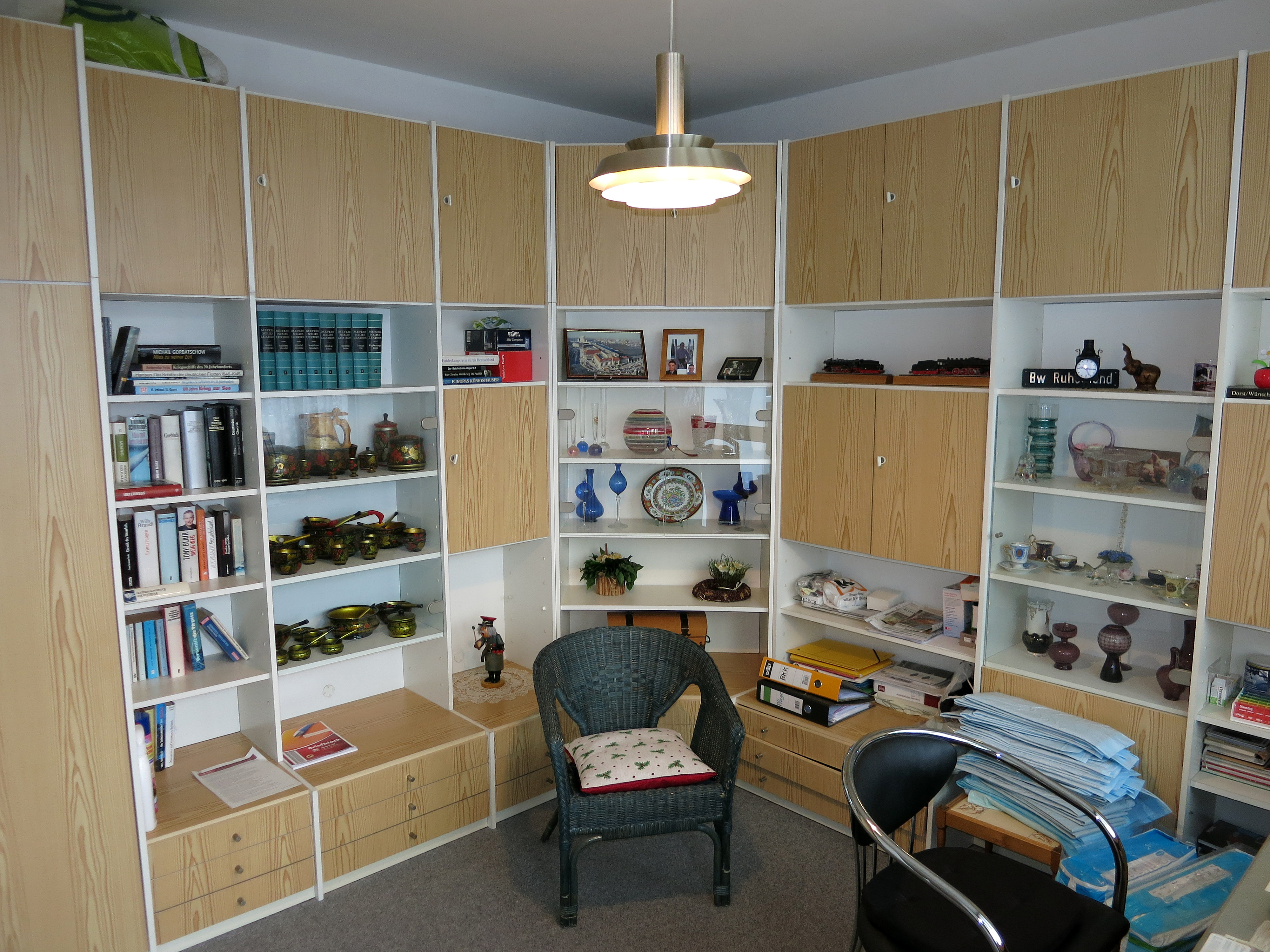
Ecklösung MDW 80

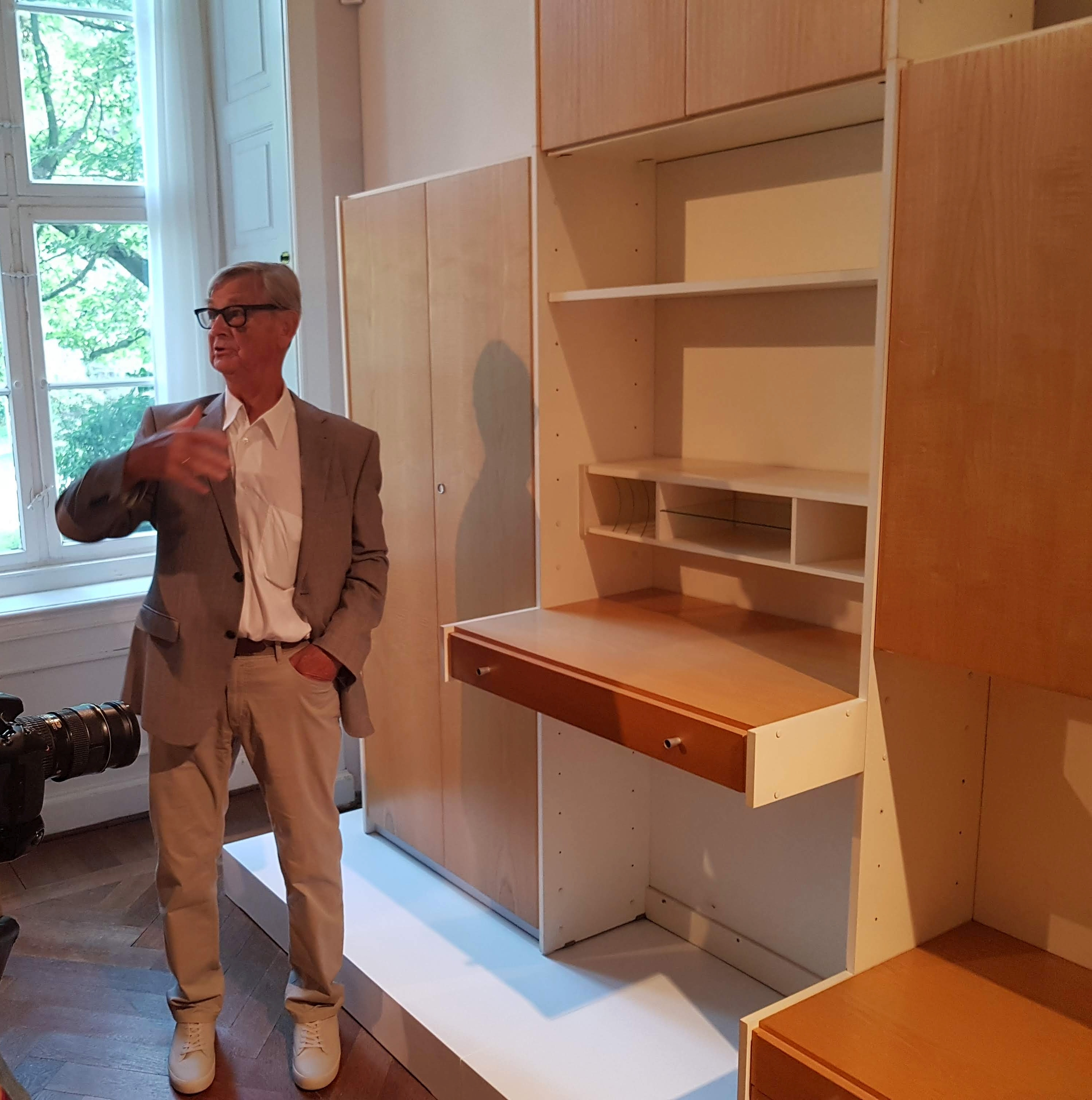
Rudolf Horn im August 2019 zur Eröffnung der Ausstellung Rudolf Horn – Wohnen als offenes System im Kunstgewerbemuseum der Staatlichen Kunstsammlungen Dresden in Pillnitz

Das Möbelprogramm Deutsche Werkstätten (MDW) ist ein modular aufgebautes Montagemöbel. Das System wurde 1967 der Öffentlichkeit vorgestellt und über 24 Jahre in großen Stückzahlen von den Deutschen Werkstätten Hellerau produziert. Es bestand aus senkrechten Seitenwänden und Regalen in weißem Schleiflack und Fronten in dunklem Holzfurnier. Ein Gestalterkollektiv des Instituts für Möbel- und Ausbaugestaltung an der Hochschule für industrielle Formgestaltung Halle unter der Führung von Rudolf Horn entwickelte das MDW-Programm.
Das erste umfassende Montagemöbel stellt einen Höhepunkt der Modularisierung in der Möbelgestaltung dar.  Es bietet Behältnismöbel für Wohn-, Schlaf-, Arbeits-, Jugend- und Eingangsbereiche. Wenige in industrieller Massenproduktion aus Spanplatten hergestellte Einzelteile eines strengen Rastersystems boten vielfältige variable Zusammensetzungsmöglichkeiten bei Selbstmontage. Der Konsument wird in die Prozesse der Gestaltung und Produktion als Finalist integriert.

„[...] der Käufer ist in der Lage, Bauteile zu kaufen, die praktisch Hunderte von Varianten zulassen. Es gibt also keine vorgedachte Gesamtform eines Möbelstücks oder eines Wohnzimmers. Vielmehr ist es dem Kunden überlassen, entsprechend seinen Vorstellungen, aber auch entsprechend dem ihm zur Verfügung stehenden Raum mit Hilfe dieser Bauteile die Ordnung zu schaffen, die er sich wünscht.“

Das planwirtschaftliche System der DDR beschränkte die Produktion auf sechs von zwölf geplanten Modulen. Der Möbelhandel präsentierte komplette Körper anstatt der Einzelteile, ab 1974 wurden ausschließlich teilverklebte, vormontierte Möbelkörper in Hellerau produziert. Gleichzeitig wurde das Holzfurnier durch Holzdekorfolie ersetzt. Ab 1976 wurde das Programm leicht modifiziert als MDW 80 vertrieben, 1985 vollständig neugestaltet als MDW 90. Die Neuauflage MDW 90 wurde 1984 auf der Leipziger Herbstmesse mit dem Preis Gutes Design ausgezeichnet.
Die programmatische Klarheit des Erstentwurfs verwässerte im Laufe dieser Zeitspanne immer mehr. Die Verwendung als monolithische Schrankwand entspricht wenig dem Potential des Möbelprogramms. Dennoch war es sehr beliebt. Die Fachwelt nahm das funktionale MDW-Programm als Revolution wahr.